# Engelbert Broda (Physikochemiker)
Engelbert Broda (* 29. August 1910 in Wien, Österreich-Ungarn; † 26. Oktober 1983 in Hainburg an der Donau) war ein österreichischer Chemiker, der sich besonders mit physikalischer Chemie befasste.

## Leben

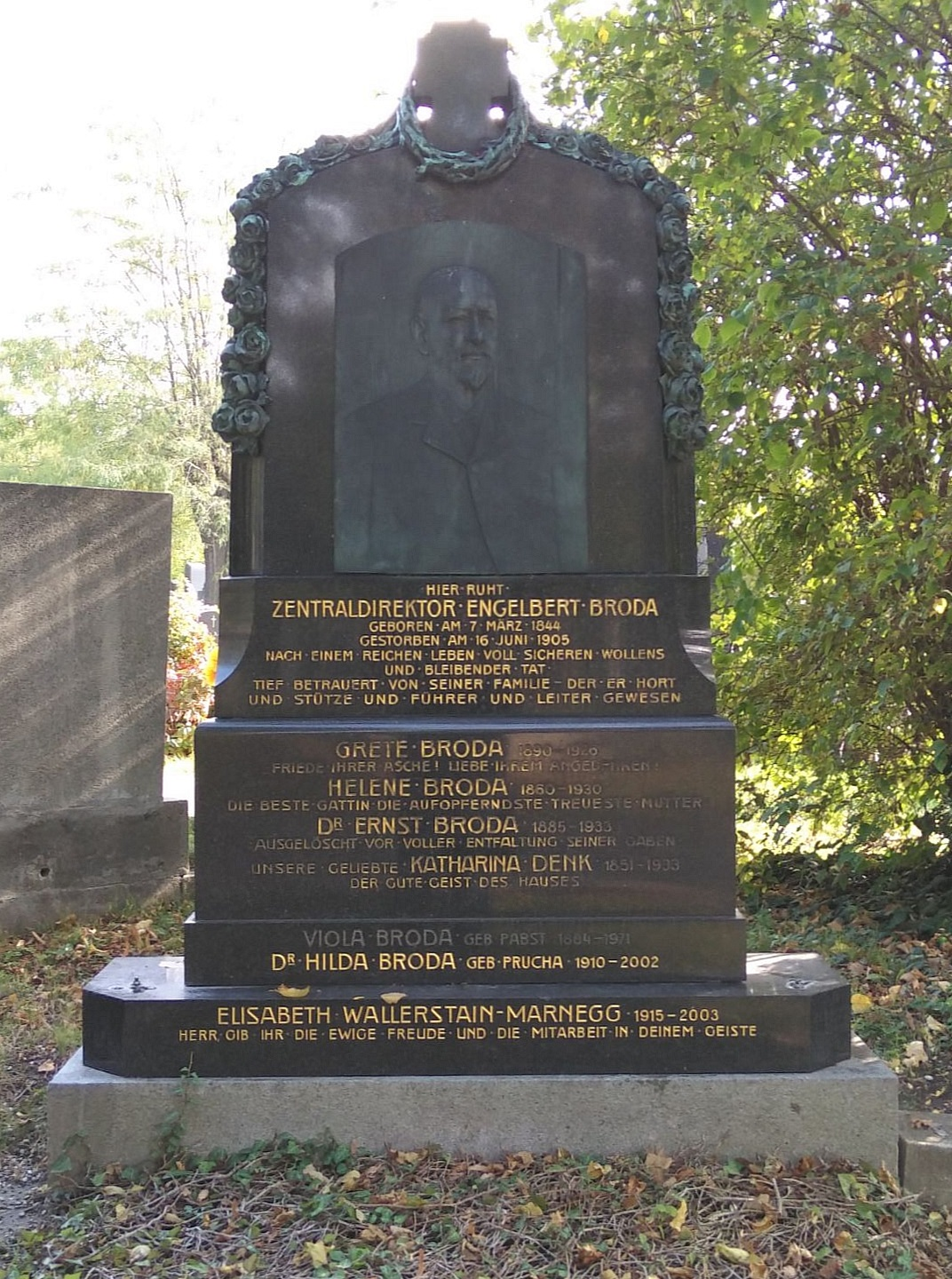
Grab von Engelbert Brodas Großvater Engelbert Broda (1844–1905) auf dem Wiener Zentralfriedhof

Engelbert Broda wurde 1910 als erster Sohn von Viola und Ernst Broda, einem Wiener Rechtsanwalt, geboren. Er wuchs gemeinsam mit seinem Bruder Christian, später Justizminister Österreichs, in einem sozialdemokratischen und liberalen Umfeld auf.
Prägenden Einfluss auf ihn hatten sein Onkel Georg Wilhelm Pabst, später ein bekannter Filmregisseur, und Egon Schönhof, der aus der sowjetischen Kriegsgefangenschaft als überzeugter Kommunist zurückgekehrt war. Während seiner Studentenzeit schloss er sich im Widerstand gegen den Austrofaschismus den Kommunisten an. Es folgte eine Reihe von Inhaftierungen aufgrund seiner politischen Tätigkeit.
Nach dem Anschluss Österreichs floh Broda 1938 ins Vereinigte Königreich.

## Wissenschaftliche Karriere
Engelbert Broda promovierte 1934 an der Universität Wien zum Dr. phil. (Dissertation: Über den Röntgenzerfall von Ammonpersulfatlösungen. 2 Studien zum viskosimetrischen und osmotischen Verhalten der Hochpolymeren in Lösung) Ab 1940 beschäftigte er sich im Medical Research Council am University College London mit der Umsetzung von Licht in chemische Energie. Ab 1941 arbeitete er im Cavendish-Laboratorium über Radioaktivität und Kernspaltung. In dieser Zeit begann er sich auch intensiv mit dem Werk von Ludwig Boltzmann auseinanderzusetzen.
Im Jahr 1947 kehrte er an die Universität Wien zurück. Dort war er von 1955 bis 1980 Professor für Physikalische Chemie. 1975 erschien sein wissenschaftliches Hauptwerk über die „Evolution bioenergetischer Prozesse“.
Von 1970 bis 1972 war er Vorsitzender der Österreichischen Gesellschaft für reine und angewandte Biophysik (später Österreichische Biophysikalische Gesellschaft, ÖBG).

## Spionagevorwurf
Im Jahr 2009 wurde ein Buch mit dem Titel Spies, the Rise and Fall of the KGB in America veröffentlicht, das Engelbert Broda Spionage gegen die USA und Großbritannien und für die UdSSR vorwirft. Co-Autor ist der ehemalige KGB-Mitarbeiter Alexander Vassiliev, der seinerzeit beauftragt wurde, eine Geschichte des sowjetischen Geheimdienstes zu schreiben. Er bekam dafür Zugang zu bis dato nicht publizierten Dokumenten, die er später in den Westen schmuggelte und dort veröffentlichte.
Laut KGB-Unterlagen, die im August 1943 entstanden, war Engelbert Broda (Deckname „Eric“) die Hauptinformationsquelle der Sowjetunion über amerikanische und britische Atombombenforschung.
In einem Bericht des britischen Geheimdienstes MI5 wurde der Verdacht geäußert, dass Engelbert Broda ein Spion war, dass aber der MI5 seinerzeit über keine Beweise gegen Broda verfügte.

## Politische Initiativen
Broda schloss sich der Pugwash-Bewegung an, in der sich Wissenschaftler für Rüstungskontrolle und Abrüstung einsetzen.
Die Erforschung der Nutzungsmöglichkeiten der Sonnenenergie wurde von ihm immer wieder propagiert.
Ein weiteres Anliegen war ihm der Naturschutz. So setzte er Initiativen, um den Bau des Kraftwerks Dürnstein in der Wachau zu verhindern. Dafür erhielt er 1979 den Österreichischen Naturschutzpreis.

## Auszeichnungen
- 1955: Fritz-Pregl-Preis
- 1979: Österreichischer Naturschutzpreis

Er ruht in einem Ehrengrab auf dem Wiener Zentralfriedhof (Gruppe 33 G, Nummer 70).

## Publikationen
- Ludwig Boltzmann. Mensch, Physiker, Philosoph, 1955
- Atomkraft – Furcht und Hoffnung, 1956
- The Evolution of the Bioenergetic Processes, 1975[6]
- Wissenschaft, Verantwortung, Frieden, 1985